# Omalizumab
Omalizumab (łac. omalizumabum, nazwa handlowa Xolair) – humanizowane, przeciwciało monoklonalne klasy IgG1/к, wytwarzane metodą inżynierii genetycznej w komórkach jajnika chomika chińskiego, stosowane w leczeniu astmy oskrzelowej oraz przewlekłej pokrzywki idiopatycznej. 

## Budowa i mechanizm działania
Omalizumab jest humanizowanym przeciwciałem monoklonalnym produkowanym przy użyciu technik inżynierii genetycznej w komórkach jajnika chomika chińskiego, które wiąże się z fragmentem Fc immunoglobuliny E. Przeciwciało to składa się ze zrębu pochodzenia ludzkiego oraz wprowadzonego w niego regionu determinującego dopasowanie pochodzenia mysiego. Omalizumab powoduje szybkie obniżenie poziomu immunoglobuliny E w osoczu krwi, co powoduje obniżenie aktywności komórek odpowiedzialnych za reakcję alergiczną (komórek tucznych, eozynofili, bazofili oraz komórek prezentujących antygen).

## Zastosowanie
- leczenie wspomagające, w celu poprawy kontroli ciężkiej, przewlekłej astmy alergicznej, u pacjentów, u których stwierdzono dodatni wynik testu skórnego lub reaktywność in vitro na całoroczne alergeny wziewne, częste objawy choroby występujące w ciągu dnia lub będące przyczyną wybudzeń w nocy oraz u których występują liczne ciężkie zaostrzenia astmy pomimo przyjmowania dużych dobowych dawek kortykosteroidów wziewnych w skojarzeniu z długo działającym ß-mimetykiem u pacjentów w wieku od 6 lat (Europa)[4]
- umiarkowana lub ciężka, przewlekła astma alergiczna, u pacjentów, u których stwierdzono dodatni wynik testu skórnego lub reaktywność in vitro na całoroczne alergeny wziewne, z objawami które nie są kontrolowane pomimo przyjmowania kortykosteroidów wziewnych (USA)[2]
- przewlekła pokrzywka idiopatyczna, u których objawy utrzymują się pomimo stosowania antagonistów receptora H1, u pacjentów w wieku od 12 lat (USA)[2]

Omalizumab jest dopuszczony do obrotu w Polsce (2018) i jest dostępny dla pacjentów w ramach programu lekowego. 

## Działania uboczne
Omalizumab powoduje następujące działania uboczne u ponad 1% pacjentów: gorączka, reakcje z miejscu podania oraz u dzieci dodatkowo ból głowy i ból w nadbrzuszu. 